# Vrbice u Bezdružic
Vrbice u Bezdružic (německy Fürwitz, česky do roku 1950 jen Vrbice) je malá vesnice, část obce Lestkov v okrese Tachov v Plzeňském kraji. Nachází se asi tři kilometry severně od Lestkova. V roce 2011 zde trvale žilo osm obyvatel.
Vrbice u Bezdružic je také název katastrálního území o rozloze 2,64 km².

## Historie
První písemná zmínka o vesnici pochází z roku 1367.

## Obyvatelstvo
Při sčítání lidu v roce 1921 zde žilo 102 obyvatel (z toho 42 mužů) německé národnosti a římskokatolického vyznání. Podle sčítání lidu z roku 1930 měla vesnice 93 obyvatel s nezměněnou národnostní a náboženskou strukturou.
| Rok            | 1869 | 1880 | 1890 | 1900 | 1910 | 1921 | 1930 | 1950 | 1961 | 1970 | 1980 | 1991 | 2001 | 2011 | 2021 |
| -------------- | ---- | ---- | ---- | ---- | ---- | ---- | ---- | ---- | ---- | ---- | ---- | ---- | ---- | ---- | ---- |
| Počet obyvatel | 98   | 97   | 96   | 116  | 102  | 102  | 93   | 66   | 25   | 7    | 1    | 0    | 1    | 8    | 7    |
| Počet domů     | 17   | 19   | 19   | 19   | 18   | 18   | 18   | 19   | 14   | 2    | 1    | 3    | 4    | 4    | 4    |

## Obecní správa
Při sčítání lidu v letech 1850–1963 Vrbice u Bezdružic byla samostatnou obcí, se kterým patřil nejprve do okresu Teplá, ale v letech 1900–1930 v okrese Planá a v roce 1950 v okrese Stříbro. Od roku 1964 je částí obce Lestkov v okrese Tachov.

## Pamětihodnosti
- Smírčí kříž
- Mohylník
- Pomník Hanse Kudlicha - "osvoboditele" sedláků

## Galerie

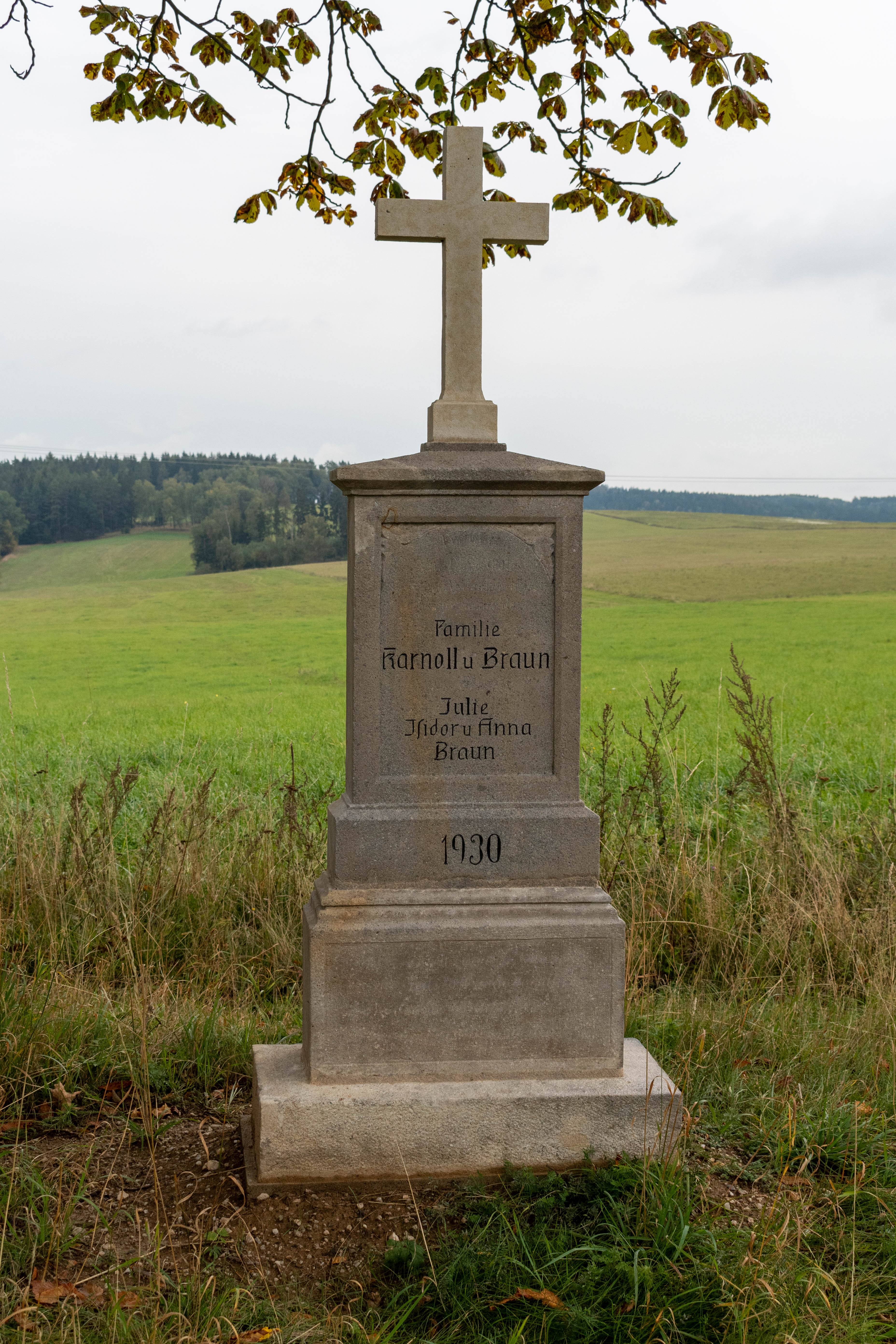
Kříž u silnice do Vrbic
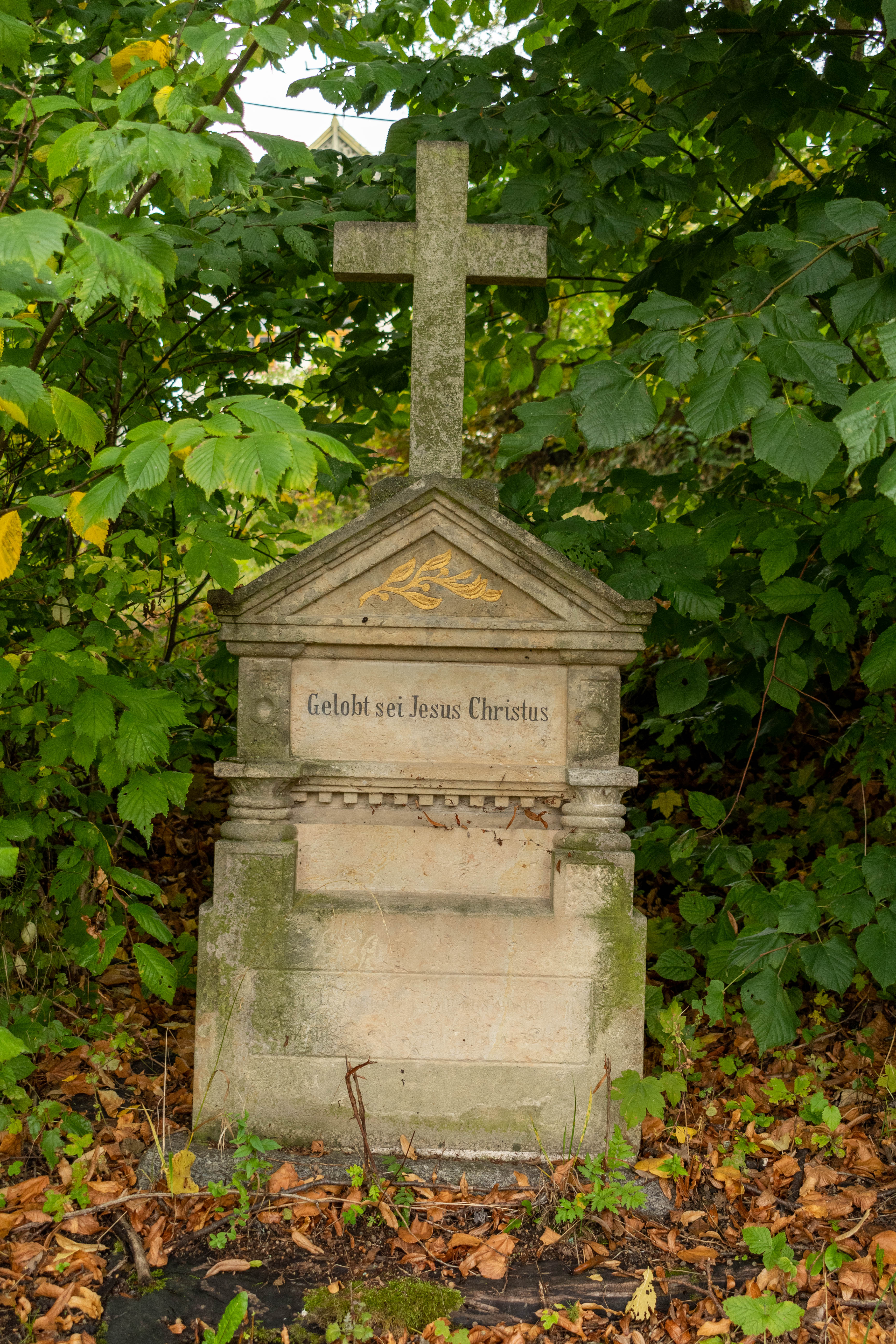
Kříž v obci
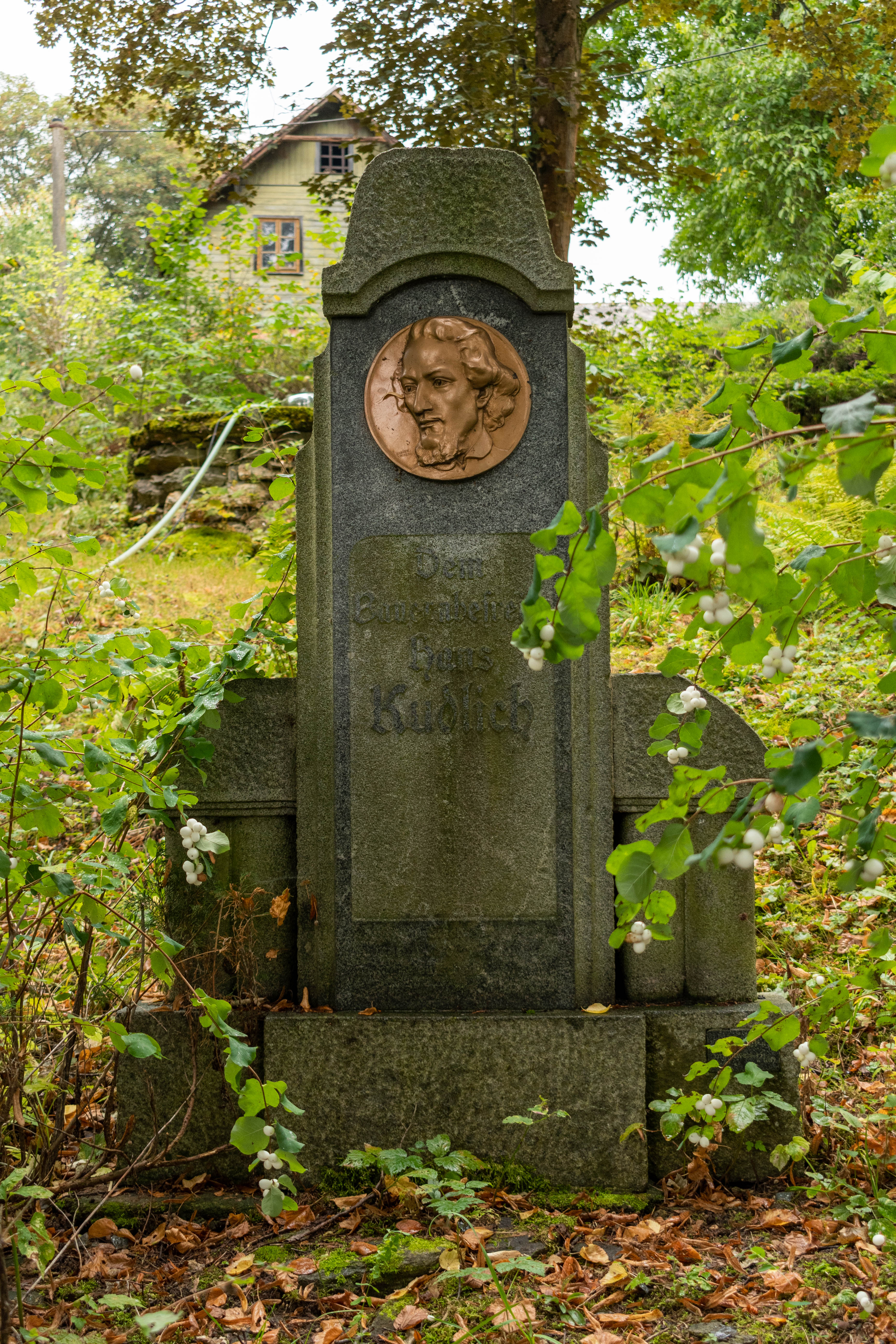
Památník Hanse Kudlicha